# Alcetas II do Epiro
Alcetas II foi um rei do Epiro.
Alcetas era filho de Arribas e irmão mais velho de Eácides I. Arribas e Neoptólemo I, filhos de Alcetas I, rei do Epiro, após a morte do pai, concordaram em dividir o reino. Eácides I foi o sucessor de Alexandre I de Epiro, filho de Neoptólemo I.
Após a morte de Eácides I, lutando contra Filipe, irmão de Cassandro, os epirotas aceitaram como sucessor Alcetas II, filho de Arribas e irmão mais velho de Eácides, mas que tinha um temperamento incontrolável e havia sido banido por seu pai.
Alcetas II descarregou sua raiva nos epirotas, e foi assassinado, com seus filhos, pelos epirotas, que chamaram Pirro, filho de Eácides I, para reinar.